# Klokkeren fra Notre Dame
 For alternative betydninger, se Klokkeren fra Notre Dame (flertydig). (Se også artikler, som begynder med Klokkeren fra Notre Dame)
Klokkeren fra Notre Dame (Notre-Dame de Paris) er en berømt fransk roman af Victor Hugo fra 1831. 
Den franske originaltitel betyder "Vor Frue i Paris" og er en henvisning dels til Notre Dame-kirken i Paris, dels til sigøjnerpigen Esmeralda, romanens kvindelige hovedperson, som klokkeren Quasimodo og bogens øvrige personer kredser om. 
Bogen udkom på dansk allerede året efter den franske førsteudgave i tre små bind med titlen Taterpigen, oversat af Frederik Schaldemose og udgivet af A. P. Liunge og C. F. Güntelberg, København 1832, og er siden udkommet i adskillige mere eller mindre komplette udgaver. 
En dansk udgave af romanen fra 1910 med titlen Notre Dame kirken i Paris eller Esmeralda er som flere andre udgaver groft forkortet og flytter oven i købet på grund af en trykfejl handlingen fra 1482 til 1842. Den originale roman er blændende skrevet og er et af de fineste eksempler på den franske romangenre på højde med Balzac og Dumas far og søn.
Det er Hollywood, der har fundet på at kalde Victor Hugos historie for The Hunchback of Notre Dame (Den pukkelryggede fra Notre Dame), som på dansk er blevet til Klokkeren fra Notre Dame. 
Den pukkelryggede klokker Quasimodo har fascineret mange filmskabere, og mange skuespillere har spillet rollen, blandt andre Lon Chaney, Sr. (1923), Charles Laughton (1939), Anthony Quinn (1956) og Anthony Hopkins (1982). Quasimodo er også en central figur i Disneys tegnefilm-version Klokkeren fra Notre Dame (1996). 

## Romanens personer
- Esmeralda, danserinde/sigøjner
- Quasimodo, klokker.
- Pierre Gringoire, forfatter.
- Clopin Trouillefou, sigøjnerkonge.
- Claude Frollo, præst.
- Phoebus, kaptajn.
- Djali, Esmeraldas ged.

## Filmatiseringer
- Esmeralda (1905).
- Notre-Dame de Paris (1911).
- The Darling of Paris (1917).
- Esmeralda (1922).
- The Hunchback of Notre Dame (1923).
- The Hunchback of Notre Dame (1939).
- Notre Dame de Paris (1956).
- Nanbanji no semushi-otoko (1957).
- O Corcunda de Notre Dame (1957) (tv-serie).
- The Hunchback of Notre Dame (1966) (tv-serie).
- Kampanerang kuba (1973).
- The Hunchback of Notre Dame (1977) (tv-film).
- The Hunchback of Notre Dame (1982) (tv-film).
- The Hunchback of Notre-Dame (1986) (tv-film).
- Big Man on Campus (1989).
- Hunchback of the Notre Dame (1991).
- The Hunchback of Notre Dame (1996).
- The Hunchback (1997).
- The Hunchback of Notre Dame (1999).
- Quasimodo d'El Paris (1999).
- The Hunchback of Notre Dame II (2002).

## Teater
- Klokkeren fra Notre Dame (2002).